# شانتال لاوبي
شانتال لاوبي (بالفرنسية: Chantal Lauby)‏ هي كاتبة سيناريو ومخرجة وممثلة فرنسية، ولدت في 23 مارس 1948 في فرنسا.

## أعمال

### بعض أعمالها
| سنة  | الدور/الوظيفة              | خيارات      |
| ---- | -------------------------- | ----------- |
| 2019 | ما الذي قدمناه للرب ثانية؟ | ماري فيرنوي |
| 2015 | ذكريات                     |             |
| 2014 | ما الذي قدمناه للرب        | ماري فيرنوي |
| 2006 | أنت وأنا                   |             |
| 2004 | كازبلانكا درايفر           | كاثي        |

## وصلات خارجية
- شانتال لاوبي على موقع IMDb (الإنجليزية)
- شانتال لاوبي على موقع قاعدة بيانات الأفلام العربية
- شانتال لاوبي على موقع ألو سيني (الفرنسية)
- شانتال لاوبي على موقع ميوزك برينز (الإنجليزية)
- شانتال لاوبي على موقع أول موفي (الإنجليزية)
- شانتال لاوبي على موقع ديسكوغز (الإنجليزية)
- شانتال لاوبي على موقع قاعدة بيانات الفيلم (الإنجليزية)
- شانتال لاوبي على موقع كينوبويسك (الروسية)